# Глембінув
Глембінув (пол. Głębinów, нім. Glumpenau) — село в Польщі, у гміні Ниса Ниського повіту Опольського воєводства.
Населення — 394 особи (2011).

## Демографія
Демографічна структура станом на 31 березня 2011 року:
|          | Загалом | Допрацездатний вік | Працездатний вік | Постпрацездатний вік |
| -------- | ------- | ------------------ | ---------------- | -------------------- |
| Чоловіки | 182     | 37                 | 126              | 19                   |
| Жінки    | 212     | 45                 | 125              | 42                   |
| Разом    | 394     | 82                 | 251              | 61                   |